# تكييف الهواء بتخزين الثلج

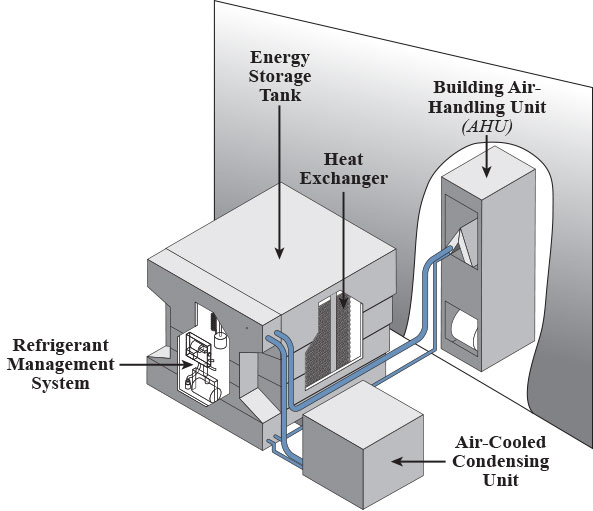
تفاصيل جهاز تبريد الهواء

يعد تخزين الطاقة الحرارية باستخدام الثلج أمرًا عمليًا بسبب حرارة الانصهار العالية للمياه. حيث إن الطن المتري من المياه (المتر المكعب الواحد) يمكنه تخزين 334 مليون جول (MJ) أو 317.000 وحدة حرارية بريطانية (93 كيلو وات في الساعة أو 26.4 طن/ساعة). وفي الماضي، كان يتم نقل الثلج من الجبال إلى المدن لأغراض التبريد، وكان التعريف الأصلي «للطن» بقدرات التبريد (التدفق الحراري) هو الحرارة اللازمة لإذابة طن واحد من الثلج كل 24 ساعة. وهذا التدفق الحراري هو ما يمكن أن نتوقعه في منزل مساحته 3,000-قدم-مربع (280 م2) في بوسطن في الصيف. وقد تم استبدال هذا التعريف منذ فترة طويلة واستخدام وحدات ليست مهجورة بنفس الدرجة: فقدرة طن واحد للتدفئة والتهوية وتكييف الهواء (HVAC) تساوي 12.000 وحدة حرارية بريطانية في الساعة. وبأي طريقة من هاتين الطريقتين، يمكن أن تضم منشأة تخزين صغيرة ثلجًا يكفي لتبريد مبنى كبير لمدة يوم أو أسبوع، سواء كانت يتم إنتاج الثلج من خلال مبردات الأمونيا اللامائية أو يتم جلبه عبر عربات تجرها الخيول.
ومن الطرق الأخرى المتبعة لتخزين الطاقة تبريد الأرضيات. ورغم أن تلك الطريقة يمكن تنفيذها في شكل الثلج عندما تكون الأرض مشبعة، إلا أن هذا النظام يعمل كذلك مع الصخور النقية. وفي حقيقة الأمر، عندما يتم تكوين الثلج، لا يتم استخدام الحرارة الناجمة عن تكوين الثلج حيث يبقى الثلج صلبًا خلال تلك العملية. ويتم استخدام العملية المعتمدة على تجميد الأرضيات بشكل شائع من أجل التعدين وعمل الأنفاق لتقوية وترسيخ الأرضيات غير المستقرة أثناء عمليات الحفر. ويتم تجميد الأرضيات من خلال استخدام فتحات مسامية تحتوي على أنابيب متحدة المركز تحمل محلولاً ملحيًا من مبرد موجود عند السطح. ويتم استخلاص البرودة بطريقة مشابهة باستخدام المحلول الملحي وتستخدم بنفس الطريقة المستخدمة لتخزين الثلج بشكل تقليدي مع مبادل حراري يعتمد على المحلول الملحي إلى سائل لزيادة درجات حرارة العمل للوصول إلى مستويات يمكن الاعتماد عليها بمقادير أكبر. ويمكن أن تبقى الأرض المجمدة باردة على مدار شهور أو أكثر، مما يسمح بالتخزين البارد لفترات زمنية طويلة بتكلفة هيكلية ضئيلة للغاية.
وبشكل واضح، يوفر استبدال أنظمة تكييف الهواء الحالية بتخزين الثلج، والذي نشأ بشكل جزئي بسبب امتيازات استخدام الطاقة التي لا يتم التركيز على استخدامها، طريقة فعالة من ناحية التكلفة لتخزين الطاقة، مما يتيح القدرة على تخزين طاقة الرياح الفائضة وغيرها من مصادر الطاقة غير المستمرة لاستخدامها في التبريد في وقت لاحق، ربما بعد عدة أشهر.

## تكييف الهواء
الشكل الأكثر شهرة من ناحية الاستخدام لهذه التقنية تتواجد في المباني الضخمة أو في أنظمة تكييف الهواء على نطاق حرم بأكمله أو أنظمة المياه المبردة. وتعد أنظمة تكييف الهواء، خصوصًا في المباني التجارية، أكبر الأنظمة المساهمة في وصول الأحمال الكهربائية إلى ذروتها كما يحدث في أيام الصيف الحارة. وفي هذا التطبيق، يعمل مبرد قياسي ليلي خلال ساعات الليل لإنتاج قدر كبير من الثلج. وخلال النهار، تمر المياه عبر هذه الكومة من الثلج لإنتاج المياه المبردة التي يمكن أن تخرج أثناء النهار من المبردات.
ويقلل نظام التخزين الجزئي من استثمار رأس المال من خلال تشغيل المبردات على مدار 24 ساعة في اليوم. وخلال ساعات الليل، فإنها تنتج الثلج من أجل تخزينه، وخلال ساعات النهار، تقوم بتبريد المياه من أجل أنظمة تكييف الهواء. وتتم مضاعفة إنتاجها من خلال المياه التي تمر عبر الثلج المذاب. ومثل هذا النوع من الأنظمة يعمل في الغالب على مدار 16 إلى 18 ساعة في اليوم لإنتاج الثلج، في حين إنه يعمل في وضع إذابة الثلج لمدة 6 ساعات في اليوم. ويتم تقليل نفقات رأس المال حيث إن حجم المبردات يمكن ألا يزيد عن 40% إلى 50% من الحجم اللازم للتصميمات التقليدية. ويكفي تخزين الثلج اللازم لتخزين نصف الحرارة المطرودة في اليوم.
ويقلل نظام التخزين الكامل من تكلفة الطاقة اللازمة لتشغيل النظام من خلال إيقاف تشغيل المبردات تمامًا أثناء الساعات التي يصل الحمل فيها إلى ذروته. ويتطلب هذا النظام مبردات أكبر بشكل ما من نظام التخزين الجزئي، بالإضافة إلى نظام كبير لتخزين الثلج، وبالتالي تكون تكلفة رأس المال أكبر. وتعد أنظمة تخزين الثلج غير مكلفة بشكل كبير لدرجة أن أنظمة التخزين الكامل تنافس تصميمات تكييف الهواء التقليدية.
ويتم قياس فاعلية مبردات تكييف الهواء من خلال معامل الأداء (COP). وبشكل نظري، يمكن أن تجعل أنظمة التخزين الحراري المبردات أكثر فاعلية نظرًا لأنه يتم تصريف الحرارة في هواء الليالي التي تكون أكثر برودة بدلاً من تصريفها في الهواء في وقت النهار التي تكون أكثر دفئًا. وبشكل عملي، تضيع هذه الميزة بسبب الفاقد من الحرارة أثناء عمل وإذابة الجليد.
يعتبر تكييف الهواء بالماء المثلج من الاختيارات الموفقة من حيث الأمان فوسيط تبريد الهواء هو الماء المثلج الذي لا خطورة من تسربه بالإضافة إلى سهولة الصيانة ورخص تكلفتها ورخص تكلفة التشغيل خاصة إذا ما استخدمنا وحدات التثليج بالامتصاص ويعيبه التكلفة المبدئية العالية وضخامة الوحدات، إلا أن استخدامه مفضل في المباني المتعددة الأدوار أو ذات التصميم الخاص الذي لا يسمح باستخدام وحدات مدمجة والمدارس والمستشفيات والمباني الإدارية والتعليمية وخلافه ولتحديد عناصر منظومة تكييف الهواء باستخدام الماء المثلج يلزمنا تحديد:
1- حمل التبريد مقدراً بالوحدات الحرارية البريطانية
2- بمعلومية هذا الحمل الحراري وفرق درجات الحرارة المطلوب تحقيقه عبر ملفات التبريد نحدد معدل تدفق الماء اللازم إنتاجه
بواسطة وحدة تثليج الماء مقدراً بالجالون / دقيقة أو باللتر / ثانية والإفضل التعامل بالوحدات البريطانية
3- يلي ذلك تحديد قطر الماسورة الرئيسية التي ستنقل هذا الماء وبسرعة مناسبة
4- تحديد قيمة ما يخص الطن تبريد من الماء المثلج أو بمعنى أخر تحديد معدل تدفق الماء المثلج الذي يحقق عند مروره داخل ملف
التبريد تبريداً للهواء يعادل واحد طن تبريد وهو ما سيساعدنا لاحقاً في تحديد وحدات تداول الهواء للمناطق المختلفة إذا ما حددنا سعة
كا منها بالطن تبريد
5- بمعرفة معدل التدفق لكل وحدة تداول هواء يمكن تحديد قطر ماسورة تغذيتها بنفس طريقة تحديد الماسورة الرئيسية
6- بعد تحديد هوية الوحدات الداخلية ( وحدات تداول الهواء المكيف إذا كانت كبيرة السعة أو وحدة ملف ومروحة إذا كانت صغيرة )
7- تحديد ملحقات كل وحدة من محابس وأجهزة تحكم وقياس وهي التي ستركب مع خط إمداد الوحدة بالماء وكذلك خط الإرجاع
8- نبدأ في عمل مخطط مبدئي لمسارات الماء ورصد ملحقات المسار لكل وحدة وكل تفاصيل المسار من كيعانوتيهاتونقاصات ومحابس ( بلوف )
9- حساب الفقد في الضغط نتيجة لهذا المسار وملحقاته أي تحديد مقاومة المسار للتدفق، وهي المقاومة التي ستتغلب عليها المضخة
10- بتحديد معدل التدفق للماء المثلج وبمعلومية مقاومة المسار لعملية التدفق يمكن تحديد مواصفات المضخة اللازمة لتداول الماء المثلج
11- اللجوء لكتالوجات الشركات المنتجة للوحدات لاختيار المناسب منها مادياً وكفاءة وتعميراً
12- وضع المواصفات للوحدات المطلوبة للمشروع في كراسة المواصفات تمهيداً لطرحها للمقاولين
,
حساب أقطار المواسير الناقلة لها
كما في كل كتبي فإننا سنتبع طريقة الخطوة – خطوة وسنبتعد عن العلاقات المعقدة ذات المعاملات المختلفة حيث أن النتائج تكون واحدة أو على الأقل متقاربة:
أولاً: بعد تحديد الحمل الحراري الكلي للمكان مقدراً بالوحدات البريطانية أ، بالطن تبريد، يتم تحديد معدل تدفق الماء اللازم إنتاجه
لتغطية هذا الحمل والتغلب عليه وتجاوزه من أحد العلاقات التالية:
GPM= MASS FLOW RATE/ DENSITY
= TONNAGE * 24/TD
= BTUH/ 500TD
TD = COOLING RANGE= 10-14F
OR
LPS= 0.239*REFRIGERATION CAPACITY IN KW / TD
WHERE : TD = CENTIGRADES
ومنها نحصل على معدل تدفق الماء البارد المطلوب لتحقيق خفض درجة حرارة الهواء والمعادل للفرق بين درجتي حرارة دخول وخروج الماء إلى ملفات التبريد الرئيسي تقريباً
- - تتراوح درجة حرارة الماء البارد الداخل إلى أنابيب الملف بين 40د ف ( 4.5 دم ) و 50 د ف ( 10 دم )

ويكون الفرق درجات الحرارة المقبول بين الماء الداخل لملف التبريد والخارج منه 14.4 د ف
ثانياً: احسب قيمة معدل التدفق التي تحقق واحد طن تبريد GPM/TON كما انه يمكن تحديدها من جدول الصانع عند اختيار الوحدات
ثالثاً: حدد سرعة تدفق الماء داخل أنابيب تغذية ملف التبريد
- - وتتراوح سرعة الماء البارد داخل أنابيب الملف بين 0.3متر / ثا و 2.4م / ثا ( 3و 7 قدم /ثا )

رابعاً: حدد أقطار مواسير نقل المياه المثلجة بدءاً من وحدة التثليج وحتى وحدات تداول الهواء ومن ثم مواسير إرجاع الماء إلى وحدة
التثليج مرة أخرى من العلاقة التالية: d= 0.41gpm/v inch طبعاً القيمة تحت الجذر
على النحو التالي: 1
- حددنا الطاقة التبريدية للوحدات المنتجة للماء المثلج وبالتالي معدل تدفق الماء اللازم لتحقيق ذلك في بند سابق والتي سنعوض بها في العلاقة السابقة لتحديد قطر الماسورة الناقلة الرئيسية لهذا المعدل من تدفق الماء ولنسميها الماسورة الأم main run وبتحديد الحمل الحراري لكل منطقة أو غرفة من المبنى يتم تحديد الطاقة التبريدية لملف التبريد الذي يغطيها وبالتالي نحسب معدل تدفق الماء إليها ونحدد سرعة تدفق الماء اليها ومن ثم تحديد قطر ماسورة تغذية الوحدة من نفس العلاقة المذكورة وتسمى الماسورة المغذية لكل وحدة تداول هواء بتفريعة SUB BRANSH
ويتم تغذية عدة تفريعات SUB BRANCHES من فرع BRANSH يتفرع من الماسورة الام ثم يتم تحديد مجموع طاقات التبريد لهذه الوحدات ليتم تغذيتها منه وسرعة التدفق المناسبة ثم يتم حساب قطر الماسورة للفرع من العلاقة السابق ذكرها 0
2- فمثلا إذا كانت الطاقة التبريدية التي تغطي احتياجات مبنى هي 455 طن تبريد فانه يتم اختيار وحدات تثليج الماء التي تعطي هذه
الطاقة عند درجة حرارة خارجية قدرها 115 د ف أو حسب الظروف المناخية للمكان، ولتكن الطاقة الاسمية للوحدات المختارة هي 500طن تبريد مقسمة على وحدتي تثليج طاقة كل منها 250 طن تبريد وعليه يتم تحديد قطر الماسورة التي ستنقل ناتج هذه الوحدة من الماء المثلج إلى ماسورة رئيسية ستصب فيها الوحدتان نواتجهما من الماء المثلج
3- يتم جدولة قيمة طاقة الوحدة ومعدل تدفق الماء المثلج اليها وقطر الماسورة المغذية للوحدة بهذا الماء كما يتم عمل مجموعات من الوحدات الداخلية التي ستغذي من كل فرع وقطر هذا الفرع ومعدل التدفق الذي ينقله وهو مجموع معدلات التدفق لمجموعة الوحدات التي سيغذيها هذا الفرع وبذلك يكون قد اكتملت عملية تحديد اقطار المواسير سواء الرئيسية التي تغذي الفروع أو الفروع التي تفذي المجموعات أو التفريعات التي تغذي الوحدات ( يوجد جدول فيها بعض الملاحظات )
...............................................
تصميم شبكة تغذية وحدات تداول الهواء بالماء المثلج
تتضمن شبكة التغذية بالماء البارد: خط مواسير تغذية وخط مواسير أرجاعكاساس، ، وملحقات هذه المواسير PIPE FITTINGS
من تيهات TEE وكيعان ELBOWS ومنظمات تحكم في معدل تدفق الماء مثل FLOWSWITCH ,CIRCUIT SETTER ومصافي STRAINERS ويلوف تحكم سواء لتنظيم ضغط الماء PRESSURE REGULATING أو للتحكم في التدفق مثل الصمام البوابة GATE VALVES أو ذات القلب الكروي، واجهزة قياس ضغط، بالإضافة إلى ملفات التبريد وملحقاتها وخزان التعويض المسمى بخزان التمدد ( EXPANSION TANK ) وملحقاته مثل فاصلة الهواء ومضخة التغذية الكيماوية المانعة للصدا وتكون البكتريا والطحالب في ماء التبريد ومضخة أو مضخات تداول المياه وملحقاتها وتعتبر الشبكة ذات المسارين هي الانسب والارخص، الا أنه توجد الشبكة ذات المسارات الثلاث: مسار إمداد بالماء البارد، مسار إمداد بماء التدفئة، ومسار إرجاع مشترك،
وأيضاً توجد الشبكة ذات المسارات الاربعة: مسار إمداد بالماء البارد، مسار إمداد بماء التدفئة، مسار إرجاع منفصل لكل منها
شبكات توزيع المياه لوحدات التكييف من نعم الخالق على البشرية تواجد المياه بصفة لا تنقطع فهي عنصر الحياة الذي بدونه لم ولن تقوم حضارة كاملة على أي أرض
أسباب تفضيل الماء كوسيط في وحدات التكييف:
1- لما يتمتع به من حرارة نوعية عالية، طيع حراريا
2- رخص ثمنه
3- توافر مصادره
4- آمن الاستخدام
5- سهل التداول، كما يمكن نقله إلى مسافات بعيده لا تؤثر على أدائه لكونه يمر في مواسير جيدة العذل
استخداماته:
1- وسيط جيد، رخيص التكلفة وآمن وطيع، لامتصاص ونقل وتوزيع الحرارة / البرودة خلال وحدات تداول الهواء
2- تبريد المكثفات سواء لوحدات التكييف أو للاغراض الصناعية مثل محطات توليد الكهرباء توليد الطاقة النووية
3- في أبراج التبريد
4- في المراجل ( الغلايات )
5- في الترطيب
6- خفض الحرارة بالتبخير ( بطريقة التذرية )
مساوئ استخدام الماء:
احتواؤه على مواد عالقة قد تتسبب في تكون قشرة على جدران الانابيب وهو ما يؤدي إلى خفض معدل تدفق المياه وما يتبع ذلك من تناقص أداء الوحدات، وزيادة الاحتكاك بين الماء وجدر الانابيب المبطنة بالرواسب مما يجهد المضخات، وهذه القشرة تتنامى حتى تغلق المسار تماماً ويتوجب بعد تحديد معدل تدفق المياه اللازم للسريان خلال مسارات الوحدة أن يتم عمل مخطط ابتدائي لمسار المياه وتحديد أماكن وعدد البلوف ( الصمامات ) والكيعان وباقي ملحقات شبكة (منظومة) المياه التي يتوقع استخدامها وأقصى ارتفاع ستصل إليه المياه ثم تحديد الفقد الناتج نتيجة استخدام هذه الشبكة، وذلك لتحديد مواصفات المضخة المطلوبة، وعمل مخطط تصميمي للمنظومة ( الشبكة ) كمرشد للمقاول المنفذ كما ينصح بإضافة مواد كيماوية حافظة إلى مياه التبريد للمساعدة على حماية المواسير ضد تكون قشرة داخلية وتكاثر البكتريا والطحالب، وكذلك لحمايتها من التأكل،
وفي بعض المشاريع يلزم إضافة وحدة لمعالجة المياه المستخدمة لتقليل محتواها من الاملاح الضارة 0